# Magdalena (Jalisco)
Magdalena è un comune del Messico, situato nello stato di Jalisco.